# Start Something
Start Something es el segundo álbum de estudio de la banda Galesa de metal alternativo Lostprophets, que fue lanzado el 2 de febrero de 2004 bajo Visible Noise en el Reino Unido y Corea del Sur. El álbum fue lanzado internacionalmente el 5 de febrero de 2004. La banda había comenzado a trabajar en este álbum luego de haber terminado el tour de su antecesor, Thefakesoundofprogress, en 2003. Este fue el último álbum donde tocó el baterista Mike Chiplin.

## Listado de canciones
Todas las canciones escritas y compuestas por Lostprophets. 
| N.º                   | Título                                                                       | Duración |  |
| 1.                    | «We Still Kill the Old Way»                                                  | 4:20     |  |
| 2.                    | «To Hell We Ride»                                                            | 3:40     |  |
| 3.                    | «Last Train Home»                                                            | 4:35     |  |
| 4.                    | «Make a Move» (titulado "Wake Up (Make a Move)" en ediciones anteriores)     | 3:56     |  |
| 5.                    | «Burn Burn»                                                                  | 3:36     |  |
| 6.                    | «I Don't Know»                                                               | 3:57     |  |
| 7.                    | «Hello Again»                                                                | 4:56     |  |
| 8.                    | «Goodbye Tonight»                                                            | 3:54     |  |
| 9.                    | «Start Something»                                                            | 3:26     |  |
| 10.                   | «A Million Miles»                                                            | 4:32     |  |
| 11.                   | «Last Summer»                                                                | 4:07     |  |
| 12.                   | «We Are Godzilla, You Are Japan» (omitted in American edition)               | 4:05     |  |
| 13.                   | «Sway....» (divided in two, with second half as "Outro" on American edition) | 10:24    |  |
| 59:29 (UK) 51:59 (US) |                                                                              |          |  |

| Bonus Tracks en la Edición Japonesa |                                         |          |  |
| N.º                                 | Título                                  | Duración |  |
| 14.                                 | «Lucky You» ("Burn Burn" CD 2 B-side)   | 4:33     |  |
| 15.                                 | «Like a Fire» ("Burn Burn" CD 1 B-side) | 4:02     |  |

- En el lanzamiento del Reino Unido, la pista 12 es "We Are Godzilla, You Are Japan", seguida por la pista 13, "Sway...", y en el lanzamiento de Japón, las pistas "Lucky You" y "Like a Fire" son incluidas como 14 y 15 respectivamente. "Lucky You" está incluida en la banda sonora de la película "Spiderman 2".

## Posicionamiento
| Listas                            | Posición |
| --------------------------------- | -------- |
| Austrian Albums Charts            | 60       |
| French Albums Charts              | 69       |
| German Albums Chart               | 51       |
| Irish Álbum Charts                | 61       |
| New Zealand Album Charts          | 14       |
| UK Álbum Charts                   | 4        |
| UK Álbum Charts                   | 93       |
| UK Álbum Charts                   | 133      |
| US Billboard 200                  | 33       |
| US Billboard Comprehensive Albums | 33       |

## Historial de Lanzamiento
| País           | Fecha de Lanzamiento |
| -------------- | -------------------- |
| Corea del Sur  | 2 de febrero de 2004 |
| Reino Unido    | 2 de febrero de 2004 |
| Canadá         | 3 de febrero de 2004 |
| Estados Unidos | 3 de febrero de 2004 |
| Mundialmente   | 5 de febrero de 2004 |